# 1.ª etapa do Giro d'Italia de 2019
A 1.ª etapa do Giro d'Italia de 2019 decorreu em 11 de maio de 2019 com uma contrarrelógio individual entre Bolonha e o Santuário de Nossa Senhora de São Luca sobre um percurso de 8,2 km e foi vencida pelo ciclista esloveno Primož Roglič da Jumbo-Visma, quem se converteu no primeiro portador da Maglia Rosa na edição de 2019.

## Classificação da etapa
| \| Classificação por etapas \| Classificação por etapas \| Classificação por etapas \| Classificação por etapas \| Classificação por etapas \| \| Ciclista \| Ciclista \| Equipe \| Tempo \| \| \| ------------------------ \| ------------------------ \| ------------------------ \| ------------------------ \| ------------------------ \| \| 1. \| Primož Roglič \| Team Jumbo-Visma \| 12m54s \| \| \| 2. \| Simon Yates \| Mitchelton-Scott \| + 19s \| \| \| 3. \| Vincenzo Nibali \| Bahrain-Merida \| + 23s \| \| \| 4. \| Miguel Ángel López \| Astana \| + 28s \| \| \| 5. \| Tom Dumoulin \| Team Sunweb \| + 28s \| \| \| 6. \| Rafał Majka \| Bora-Hansgrohe \| + 33s \| \| \| 7. \| Tao Geoghegan Hart \| Team Ineos \| + 35s \| \| \| 8. \| Laurens De Plus \| Team Jumbo-Visma \| + 35s \| \| \| 9. \| Bauke Mollema \| Trek-Segafredo \| + 39s \| \| \| 10. \| Damiano Caruso \| Bahrain-Merida \| + 40s \| \| |                    |                  |        |
| |                    |                  |        |
| Fonte: ProCyclingStats |                    |                  |        |
| Classificação por etapas |                    |                  |        |
| Ciclista | Ciclista           | Equipe           | Tempo  |
| 1. | Primož Roglič      | Team Jumbo-Visma | 12m54s |
| 2. | Simon Yates        | Mitchelton-Scott | + 19s  |
| 3. | Vincenzo Nibali    | Bahrain-Merida   | + 23s  |
| 4. | Miguel Ángel López | Astana           | + 28s  |
| 5. | Tom Dumoulin       | Team Sunweb      | + 28s  |
| 6. | Rafał Majka        | Bora-Hansgrohe   | + 33s  |
| 7. | Tao Geoghegan Hart | Team Ineos       | + 35s  |
| 8. | Laurens De Plus    | Team Jumbo-Visma | + 35s  |
| 9. | Bauke Mollema      | Trek-Segafredo   | + 39s  |
| 10. | Damiano Caruso     | Bahrain-Merida   | + 40s  |

## Classificações ao final da etapa

### Classificação geral(Maglia Rosa)
| \| Classificação geral \| Classificação geral \| Classificação geral \| Classificação geral \| Classificação geral \| \| Ciclista \| Ciclista \| Equipe \| Tempo \| \| \| ------------------- \| ------------------- \| ------------------- \| ------------------- \| ------------------- \| \| 1. \| Primož Roglič \| Team Jumbo-Visma \| 12m54s \| \| \| 2. \| Simon Yates \| Mitchelton-Scott \| + 19s \| \| \| 3. \| Vincenzo Nibali \| Bahrain-Merida \| + 23s \| \| \| 4. \| Miguel Ángel López \| Astana \| + 28s \| \| \| 5. \| Tom Dumoulin \| Team Sunweb \| + 28s \| \| \| 6. \| Rafał Majka \| Bora-Hansgrohe \| + 33s \| \| \| 7. \| Tao Geoghegan Hart \| Team Ineos \| + 35s \| \| \| 8. \| Laurens De Plus \| Team Jumbo-Visma \| + 35s \| \| \| 9. \| Bauke Mollema \| Trek-Segafredo \| + 39s \| \| \| 10. \| Damiano Caruso \| Bahrain-Merida \| + 40s \| \| |                    |                  |        |
| |                    |                  |        |
| Fonte: ProCyclingStats |                    |                  |        |
| Classificação geral |                    |                  |        |
| Ciclista | Ciclista           | Equipe           | Tempo  |
| 1. | Primož Roglič      | Team Jumbo-Visma | 12m54s |
| 2. | Simon Yates        | Mitchelton-Scott | + 19s  |
| 3. | Vincenzo Nibali    | Bahrain-Merida   | + 23s  |
| 4. | Miguel Ángel López | Astana           | + 28s  |
| 5. | Tom Dumoulin       | Team Sunweb      | + 28s  |
| 6. | Rafał Majka        | Bora-Hansgrohe   | + 33s  |
| 7. | Tao Geoghegan Hart | Team Ineos       | + 35s  |
| 8. | Laurens De Plus    | Team Jumbo-Visma | + 35s  |
| 9. | Bauke Mollema      | Trek-Segafredo   | + 39s  |
| 10. | Damiano Caruso     | Bahrain-Merida   | + 40s  |

### Classificação por pontos(Maglia Ciclamino)
| Classificação por pontos | Classificação por pontos | Classificação por pontos | Classificação por pontos | Classificação por pontos |
| Ciclista                 | Ciclista                 | Equipe                   | Pontos                   |                          |
| ------------------------ | ------------------------ | ------------------------ | ------------------------ | ------------------------ |
| 1.                       | Primož Roglič            | Team Jumbo-Visma         | 15 pts                   |                          |
| 2.                       | Simon Yates              | Mitchelton-Scott         | 12 pts                   |                          |
| 3.                       | Vincenzo Nibali          | Bahrain-Merida           | 9 pts                    |                          |
| 4.                       | Miguel Ángel López       | Astana                   | 7 pts                    |                          |
| 5.                       | Tom Dumoulin             | Team Sunweb              | 6 pts                    |                          |
| 6.                       | Rafał Majka              | Bora-Hansgrohe           | 5 pts                    |                          |
| 7.                       | Tao Geoghegan Hart       | Team Ineos               | 4 pts                    |                          |
| 8.                       | Laurens De Plus          | Team Jumbo-Visma         | 3 pts                    |                          |
| 9.                       | Bauke Mollema            | Trek-Segafredo           | 2 pts                    |                          |
| 10.                      | Damiano Caruso           | Bahrain-Merida           | 1 pt                     |                          |

### Classificação da montanha(Maglia Azzurra)
| Classificação da montanha | Classificação da montanha | Classificação da montanha | Classificação da montanha | Classificação da montanha |
| Ciclista                  | Ciclista                  | Equipe                    | Pontos                    |                           |
| ------------------------- | ------------------------- | ------------------------- | ------------------------- | ------------------------- |
| 1.                        | Giulio Ciccone            | Trek-Segafredo            | 9 pts                     |                           |
| 2.                        | Primož Roglič             | Team Jumbo-Visma          | 4 pts                     |                           |
| 3.                        | Simon Yates               | Mitchelton-Scott          | 2 pts                     |                           |
| 4.                        | Rafał Majka               | Bora-Hansgrohe            | 1 pt                      |                           |

### Classificação dos jovens(Maglia Bianca)
| Classificação dos jovens | Classificação dos jovens | Classificação dos jovens | Classificação dos jovens | Classificação dos jovens |
| Ciclista                 | Ciclista                 | Equipe                   | Tempo                    |                          |
| ------------------------ | ------------------------ | ------------------------ | ------------------------ | ------------------------ |
| 1.                       | Miguel Ángel López       | Astana                   | 13m22s                   |                          |
| 2.                       | Tao Geoghegan Hart       | Team Ineos               | + 7s                     |                          |
| 3.                       | Laurens De Plus          | Team Jumbo-Visma         | + 7s                     |                          |
| 4.                       | Hugh Carthy              | EF Education First       | + 19s                    |                          |
| 5.                       | James Knox               | Deceuninck-Quick Step    | + 29s                    |                          |
| 6.                       | Pavel Sivakov            | Team Ineos               | + 33s                    |                          |
| 7.                       | Mikkel Honoré            | Deceuninck-Quick Step    | + 36s                    |                          |
| 8.                       | Lucas Hamilton           | Mitchelton-Scott         | + 37s                    |                          |
| 9.                       | Ben O'Connor             | Dimension Data           | + 44s                    |                          |
| 10.                      | Robert Power             | Team Sunweb              | + 45s                    |                          |

### Classificação por equipas"Super Team"
| Classificação por equipes | Classificação por equipes | Classificação por equipes | Classificação por equipes |
| Equipe                    | Equipe                    | Tempo                     |                           |
| ------------------------- | ------------------------- | ------------------------- | ------------------------- |
| 1.                        | Team Jumbo-Visma          | 40m23s                    |                           |
| 2.                        | Bahrain-Merida            | + 15s                     |                           |
| 3.                        | Astana                    | + 28s                     |                           |
| 4.                        | Mitchelton-Scott          | + 36s                     |                           |
| 5.                        | Bora-hansgrohe            | + 51s                     |                           |
| 6.                        | Team Sunweb               | + 54s                     |                           |
| 7.                        | Deceuninck-Quick Step     | + 1m06s                   |                           |
| 8.                        | EF Education First        | + 1m06s                   |                           |
| 9.                        | Ineos                     | + 1m09s                   |                           |
| 10.                       | UAE Team Emirates         | + 1m26s                   |                           |

## Abandonos
- Hiroki Nishimura, por fora de controle.[2]